# Plan roman-rhénan

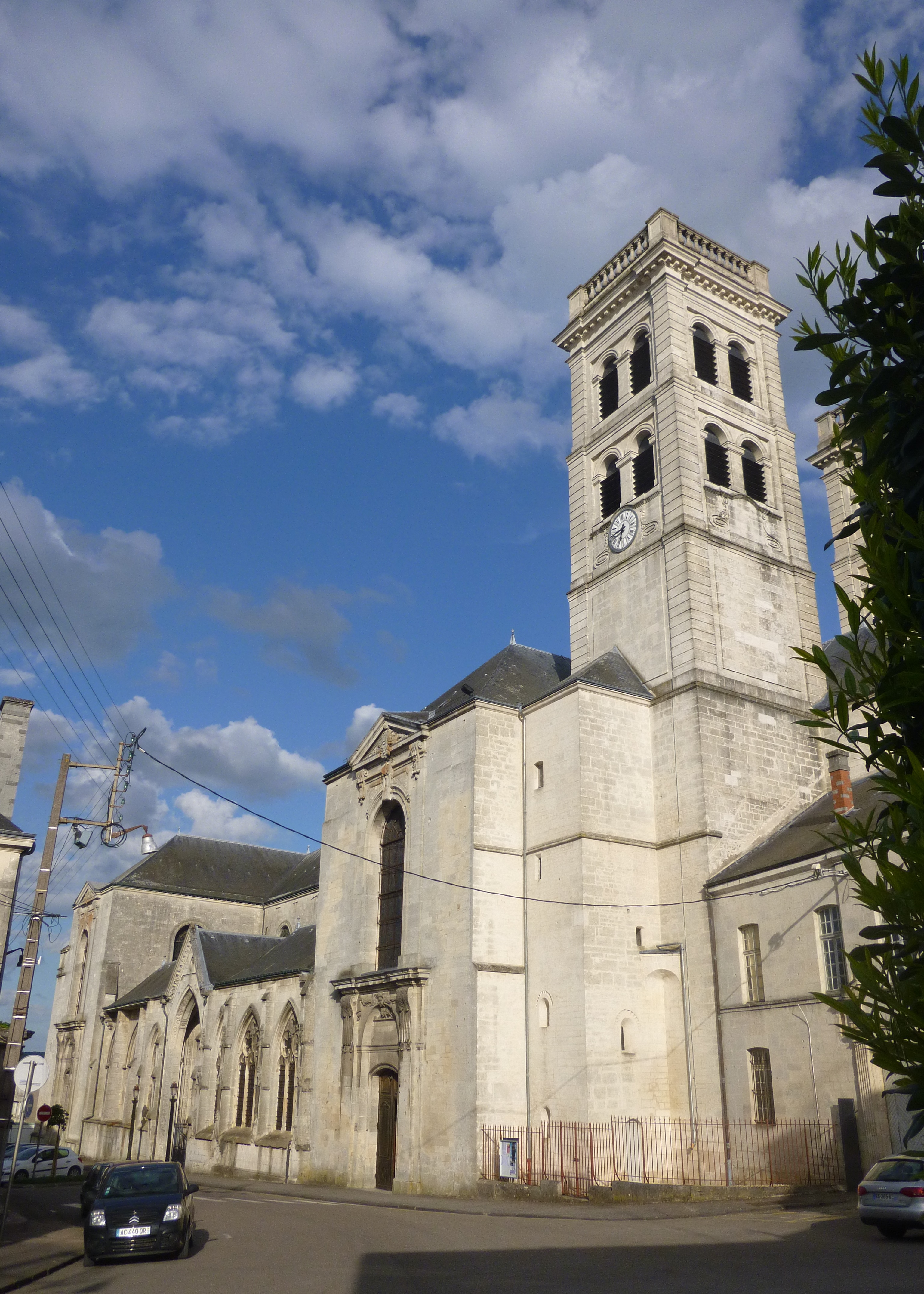
La cathédrale de Verdun représentation la plus aboutie du plan roman-rhénan

Le plan roman-rhénan, qui évolue en chevet harmonique lorrain ou chevet tréviro-lorrain, est un type de plan d'église qui se rencontre principalement dans une zone située autour de la Meuse et de la Moselle, correspondant à peu près à l'ancien archidiocèse de Trèves. Il s'est développé entre la fin du Xe siècle et le début du XIIIe siècle, tout en gardant une influence dans les styles régionaux par la suite.
Les cathédrales de style roman dans les régions rhénanes, présentaient la particularité d'avoir deux chœurs flanqués de tours et qui s'opposaient et ainsi deux transepts. L'accès à l'édifice s'effectue alors sur le côté de la nef ou des transepts.

## Origines et évolution

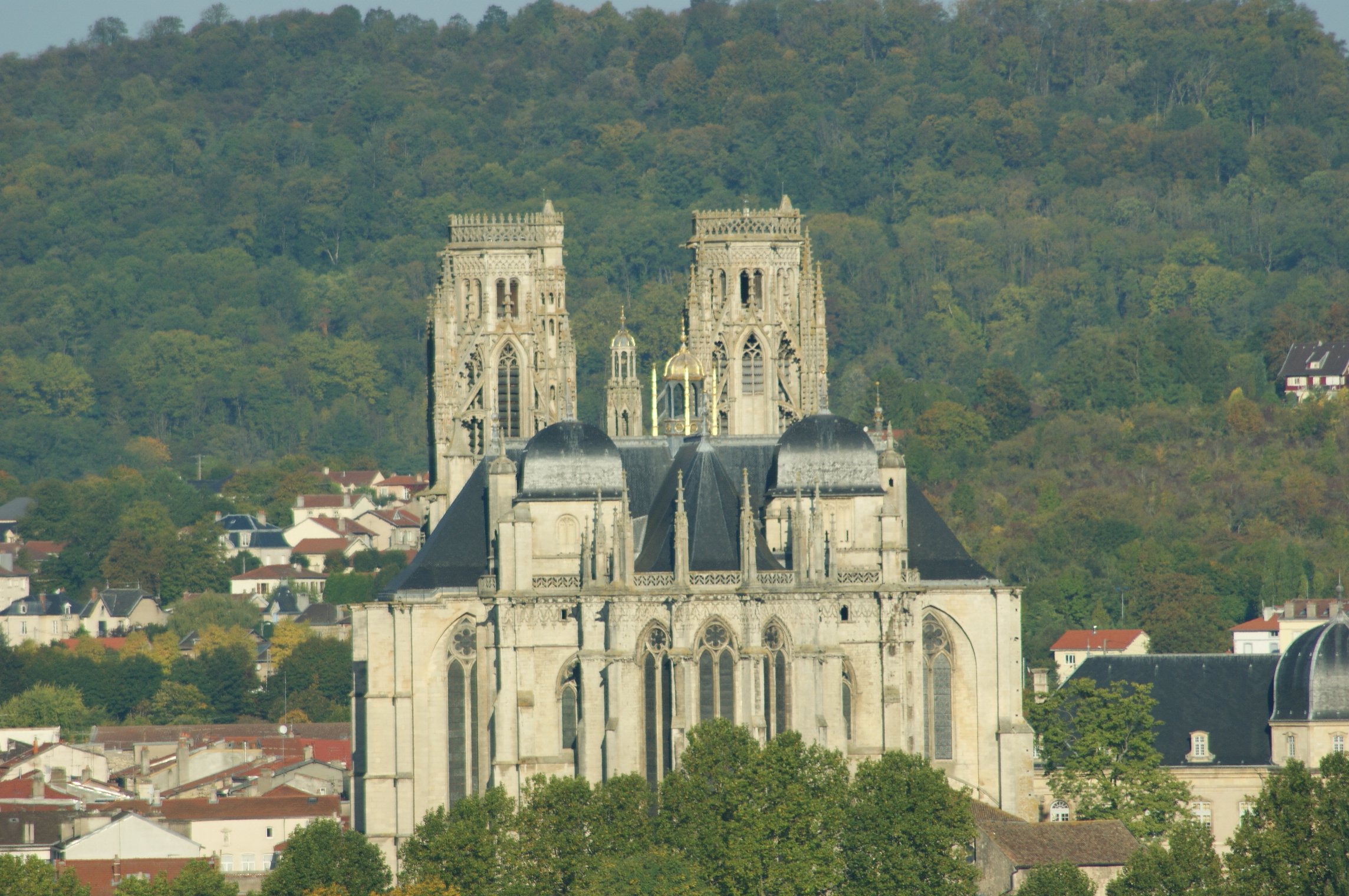
Chevet lorrain de la Cathédrale de Toul

Caractéristique de la période de transition entre les styles ottonien et roman, ce plan se retrouve dans de nombreuses églises et cathédrales, édifiées dans l'ouest du Saint-Empire romain germanique (situées entre Meuse et Rhin). Il semble synthétiser deux styles préromans qui se sont succédé dans cette région d'Europe : l'architecture carolingienne du IXe siècle, présentant deux chœurs et l'architecture ottonienne du Xe et XIe siècles qui, s'inspirant de l'art carolingien, a popularisé le chevet à deux tours, le plus souvent sur un plan basilical. Cette synthèse est la mieux représentée aujourd'hui par la cathédrale Notre-Dame de Verdun.
L'édification du plan roman-rhénan au sens strict disparaît avec la popularisation du style gothique dans les régions rhénanes. Cependant, son chevet caractéristique flanqué de deux tours reste prisé dans l'espace de l'ancien archidiocèse de Trèves, qui correspondait aux anciens domaines spirituels des diocèses de Metz, de Toul et de Verdun et bien évidemment de Trèves. Ce style de chevet particulier est dénommé en conséquence tréviro-lorrain ou simplement lorrain : on le retrouve dans bon nombre d'églises gothiques de la région, dont la plus représentative est la cathédrale Saint-Étienne de Toul.

## Structure du plan

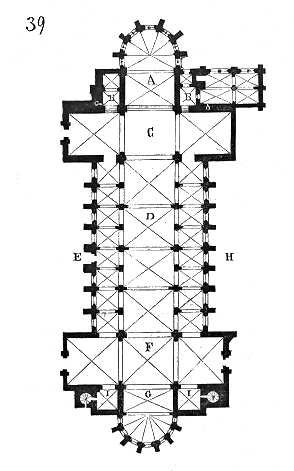
Plan de la Cathédrale de Verdun

L'édifice type de ce plan à chevet harmonique et à deux chœurs opposés est la cathédrale de Verdun  qui a conservé son plan initial roman-rhénan et semble être l'édifice ayant influencé toutes les constructions ultérieures, en Lorraine ou dans le Saint-Empire :
- deux chœurs qui s'opposent en se faisant face (A et G) ;
- chaque chœur, dépourvu de déambulatoire, est entouré de deux tours-clochers (B et I) dont le rez-de-chaussée est ouvert sur le chœur et le transept en chapelles ;
- deux transepts (F et C) reliés par une nef (D) ;
- deux nefs collatérales (E et H) encadrent la nef principale ;
- Des portails sont situés en extrémité des transepts et parfois au niveau des bas-côtés.

### Héritage après l'ère romane
Par la suite, le plan des chevets flanqués de deux tours est resté très ancré en Lorraine, puisqu'on le retrouve relativement fréquemment comme à l'église de Mont-devant-Sassey (fidèle copie du chœur roman de Verdun), à la période gothique à la cathédrale de Toul dont il est probablement l'aboutissement stylistique. Mais ce type de chevet se retrouve encore à la Renaissance (Abbaye de Saint-Mihiel), et même à la période classique dans l'abbaye des Prémontrés de Pont-à-Mousson. Ainsi, ce type de chevet (chœur flanqué de deux tours avec chapelles basses ouverte sur la nef ou le chœur) est parfois dénommé chevet harmonique lorrain puisque son usage s'y était répandu.

## Répartition géographique

### En Belgique
Le transept de la cathédrale Notre-Dame de Tournai possède un plan similaire : doubles absides flanquées de tours. L'édifice présente donc une forte influence de ce plan dans son transept, tandis que la construction de la nef s'inspire des cathédrales françaises. La collégiale de Huy, bien que ne présentant qu'un seul chœur, possède deux tours entourant le chœur au croisement du transept, à l'image de cathédrale Saint-Étienne de Toul.

### En France

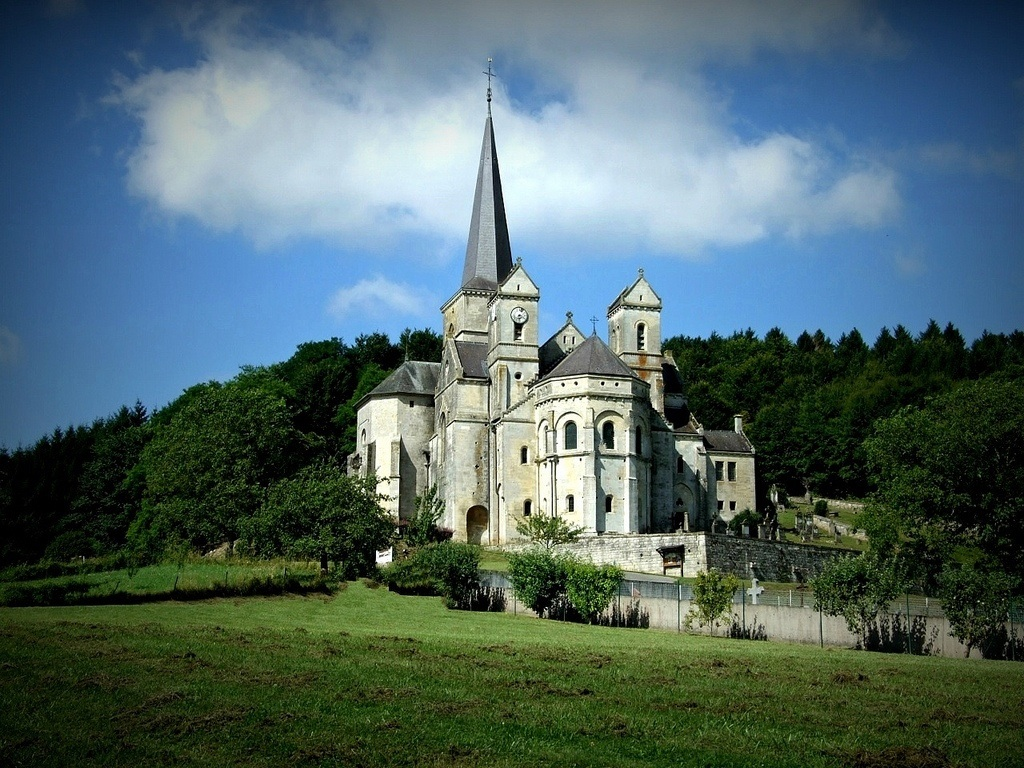
L'église Notre-Dame-de-l'Assomption de Mont-devant-Sassey et son chevet oriental

Ce type de plan, bien que souvent abandonné à la période gothique, se retrouve dans certains édifices toujours présents aujourd'hui principalement en Lorraine mais également présent dans les régions attenantes que sont l'Alsace, la Champagne-Ardenne ou encore la Franche-Comté.
Des églises romanes comme :
- l'église de Mont-devant-Sassey dans le département de la Meuse est une réplique quasi exacte du chevet oriental de la cathédrale de Verdun.

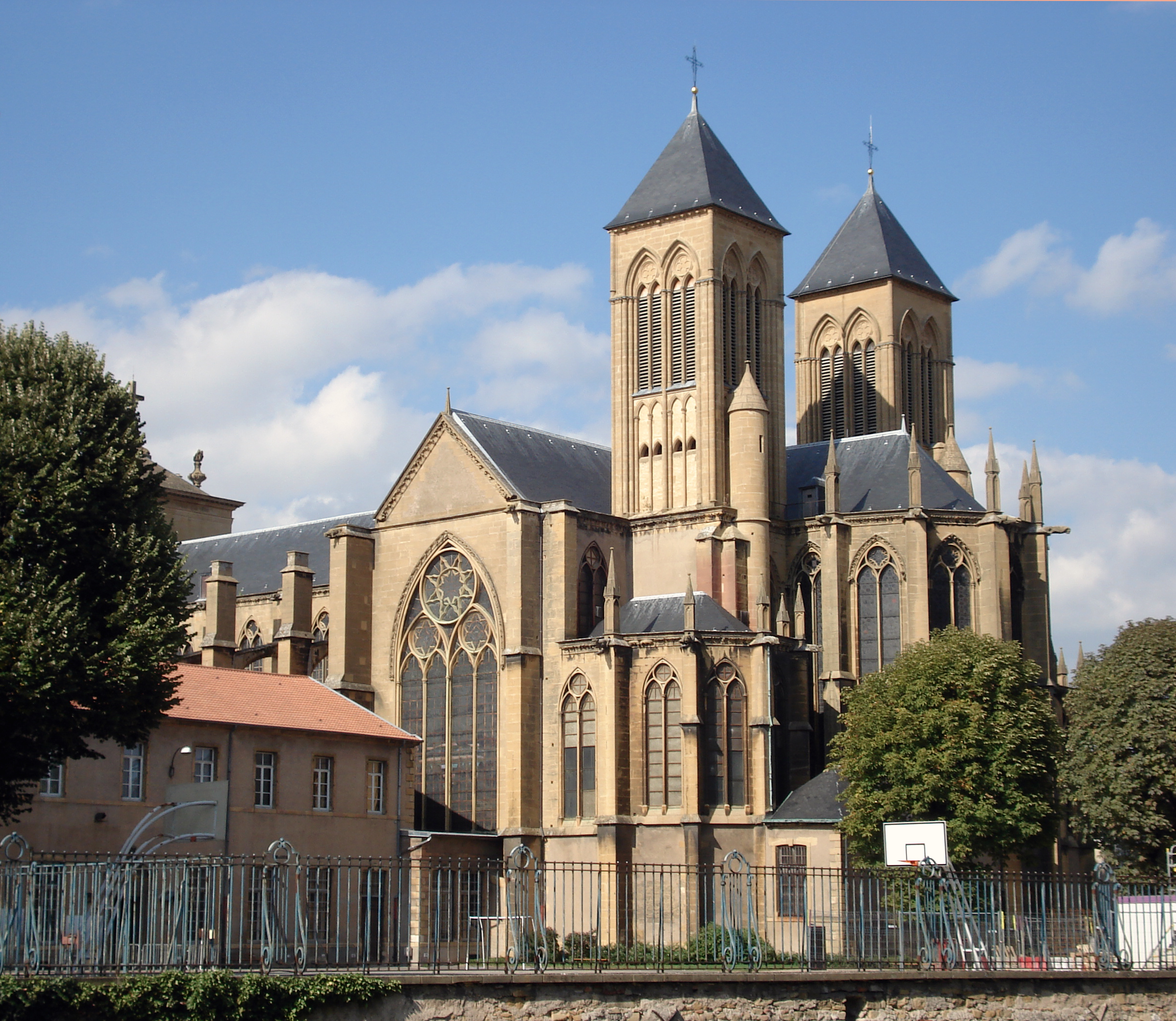
Vue sud de la basilique Saint-Vincent de Metz

Des églises gothiques, donc plus tardives ou reconstruits ne présentent souvent qu'un chœur mais tout de même entouré de deux tours, c'est le cas typique de :
- la cathédrale Saint-Étienne de Toul qui associe aux deux tours de part et d'autre d'un chœur germanique sans déambulatoire une façade d'influence française ;
- Notre-Dame-en-Vaux, à Châlons-en-Champagne, classée au patrimoine mondial au titre d'étape des chemins de Compostelle ;
- l'abbatiale Saint-Vincent de Metz, dont le plan proche de celui de Toul, ajoute des chapelles au transept, selon une tradition ottonienne ;
- Abbaye de Saint-Mihiel, qui malgré une reconstruction dans un style Renaissance, reconstruit également les tours de part et d'autre du chœur.

De manière exceptionnelle, on retrouve les tours de part et d'autre du chœur durant la période classique, probablement lié aux contraintes d'harmonies des façades :
- Abbatiale Saint-Nabor de Saint-Avold (chevet harmonique lorrain et tour hors-œuvre en façade).
- ancienne Abbatiale des Prémontrés de Pont-à-Mousson.

#### Cas des cathédrales lorraines
- Notre-Dame de Verdun, plus ancien plan roman-rhénan de France et presque intact avec ses deux transepts et deux chevets flanqués de tours ;
- Saint-Étienne de Toul, dont le plan du chevet harmonique lorrain de tradition romane est conservé malgré la reconstruction gothique du début du XIIe siècle ;
- Saint-Jean de Besançon, dont le plan a été en partie conservé (sauf les tours), bien que reconstruit en période classique ;
- Saint-Étienne de Metz, qui présente une version discrète du chevet lorrain, remplaçant l'ancien chevet ottonien à deux tours.

### En Allemagne

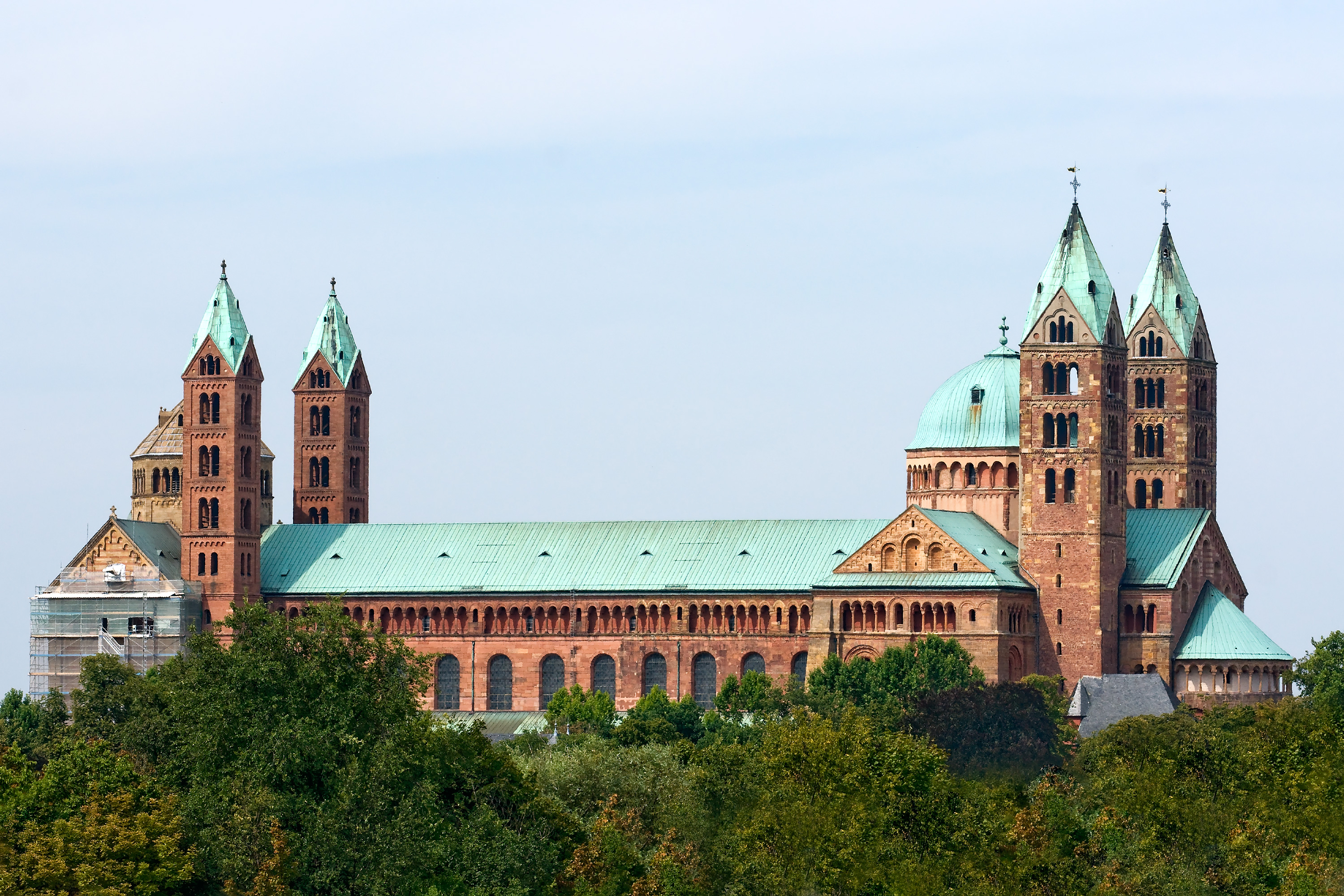
Vue depuis le sud de la cathédrale de Spire

À noter la présence de nombreux édifices en Allemagne de plan similaire :
- l'église des Saints-Apôtres de Cologne au transept oriental terminé par deux absides, que forment avec l'abside orientale principale un trèfle d'absides ;
- l'église Saint-Michel de Hildesheim d'un style préroman ottonien ;
- la cathédrale Saint-Martin de Mayence, de style roman, avec un maître-autel à l'ouest ;
- la cathédrale de Trèves aux chevets opposés ;
- la cathédrale Notre-Dame-de-l'Assomption-et-Saint-Étienne de Spire, à la silhouette très proche de celle de Verdun.